# 臺灣軍事史
臺灣軍事在历史上除少部分時間之外，大都以防衛為主，也與歷來統治臺灣政權：臺灣荷西統治時期、鄭氏王朝、臺灣清領時期、臺灣日治時期、臺灣戰後時期（中華民國）息息相關。

## 元明之澎湖
17世紀之前的元明兩朝設巡檢、彭湖遊於澎湖群島，開啟了以軍事力量控制台灣的歷史。
設於澎湖的巡檢稱為澎湖寨巡檢司，也稱澎湖巡檢司，設治時間以1281年（元世祖至元十八年）的考證最為早，也就是根據一般史書及元史、新元史，考定：「蒙元世祖遠征日本因風失敗，迂迴台灣，道經澎湖設治澎湖，企圖進取台灣，作為征日本之準備。」
該地方區劃隸屬於福建泉州府，主官為澎湖寨巡檢。澎湖巡檢司不但是澎湖群島的首次行政區劃，也是台灣的首次官署及軍事單位設置。擊敗元朝取得中原政權的明朝仍依循前例於澎湖設置該官署，並首度設置彭湖遊之純軍事單位。另外，彭湖遊尚有「浯彭游」、「彭衝遊」之另外稱呼，此間之彭湖即是今澎湖之舊稱。1620年代，該軍事單位因荷蘭攻打暫時裁撤，之後明朝則以不干涉荷屬東印度公司之台灣事務為條件復設此單位。
1625年（明天啟五年）彭湖游升格為彭湖標，所駐主官把總則升格為游擊。而文獻記載曾在任者的彭湖遊把總有洪調元與顧興隆等等。

## 荷西时期
17世紀之前的元明兩朝雖於澎湖群島設巡檢、彭湖遊，不過仍未於台灣本島設置軍事力量。即使1624年控制台灣西南部的荷蘭東印度公司，於台灣的軍事力量都未臻於成熟。
1624年，荷人佔領台灣大員，展開以經貿為主的台灣經營。為力求節省行政經費，此階段之荷治時期，地方不設行政官吏，駐台的荷蘭官民約有600人，以傭兵為主的士兵則盡量少到2200人以內。
從另一角度來看，東印度公司雖其所重視的唯通商及傳教，對台灣軍事防衛不加以重視。然而，另一方面卻仍以其駐守之台灣軍事力量，達到統治目的。
1635年11月23日，台灣長官普特曼斯親自率領超過400餘名荷蘭部隊與新港社平埔族200人攻擊同屬平埔族的台灣台南麻豆社。該戰役約有平埔族族民數百人死亡，3000戶房子全毀。12月19日，麻豆社向荷蘭投降，完全接受荷蘭所屬台灣長官及其政府統治。之後，荷蘭統治政權也藉此軍事力量，繼續威嚇其他地區的平埔族原住民。1636年年中，數十個原住民族群向荷蘭人投降，至此，荷屬東印度公司終以軍事力量完全控制了台灣西南部。
除了荷蘭之外，西班牙亦於1625年－1642年間以台灣遠征軍為名，於台灣北部的基隆與淡水兩地建立軍事力量。其中，基隆和平島以聖薩爾瓦多城為根據地，淡水則以紅毛城為軍事要塞。不過，兩地駐軍合計約只有300餘人。1642年，荷屬東印度公司派出傭兵700名及戰艦數艘，從大員出發，接連攻下西班牙所建兩城堡，至此，西班牙於台灣的軍事力量，隨著荷蘭人的趨走計劃同時消失。
| 荷西時期           |          |              |              |                |
| 主要軍事力量       | 兵力     | 統帥         | 指揮統治     | 時間           |
| 荷屬東印度公司傭兵 | 最多2200 | 台灣長官     | 台灣長官     | 1624年－1661年 |
| 台灣遠征軍         | 數百名   | 雞籠淡水長官 | 雞籠淡水長官 | 1626年－1642年 |

## 明鄭时期
真正以軍事力量有效統治台灣全境，應為鄭成功於台灣創設的鄭氏王朝，他與陳永華、鄭經經營的屯兵態勢或軍事規模，也是台灣首見。1642年，鄭成功除固守金門數萬水師之外，親自率領約25000名鄭軍攻打台灣大員，並打敗荷蘭東印度公司所屬傭兵，攻下台灣台南一地，展開對於台灣的統治。

### 組織
鄭軍軍事制度與組織淵源複雜，且經多次變革。如簡化之，其官職大約可分為五軍戎政（五軍戎務）、總督軍務、管軍提督、將軍、親軍衛鎮、陸師鎮、水師鎮及監軍數部份。1683年鄭氏王朝覆滅後，鄭軍將領與軍隊悉數被強迫內渡中國，而據《欽命太保建平侯鄭造報官員兵民船隻總冊》，據守台灣的官兵共有37500名。
水師鎮：主要使用福船，亦稱大船。這種船有如此的描述：「為樓三層，乘風沖擊，不可遏抑，其高若墉 不可抑攻；其堅若鐵石，矢石不能貫，炬不可爇」。當時明鄭水軍在中國東南沿海有著絕對的制海權，沒有向明鄭繳交過路費的外國商船幾乎不可能通行，滿清的船隻更是下不了海。
- 內司鎮（藩主直轄）
- 前鎮、後鎮、一鎮、二鎮、三鎮、四鎮、五鎮、樓船鎮

陸師鎮：
- 左、右武衛營（金甲部隊，可能是明朝傳統盔甲，也可能是西洋甲）
- 左、右虎衛營〈既鐵人隊〉
- 驍騎鎮〈騎兵營〉
- 神器營（砲兵營）
- 親丁鎮〈含黑人鳥銃隊〉
- 左、右先鋒營
- 北鎮、 前鋒、中權營、 後勁營（北方人部隊）
- 鐵騎營（重裝騎兵營）
- 五衝鎮（五鎮必定是前、後、左、右、中，後敘的五鎮不再贅述）
- 宣毅五鎮
- 援勦五鎮
- 正兵、奇兵、殿兵、遊兵、英兵五鎮
- 仁、義、禮、智、信、木、金、水、火、土等十武鎮
- 廿八宿營（角、亢、氐、房、心、尾、箕、斗、牛、女、虛、危、室、避、奎、婁、冑、昂、畢、觜、參、井、鬼、柳、星、張、翼、軫）

## 清朝时期
在經過台灣棄留爭議後，清朝於台灣設置了台灣鎮的主要軍事力量。不過仍以防衛預防民變的消極性軍事力量為主，這情形直至台灣建省之後才予以改變。
台湾镇，又稱福建台灣鎮，初設於1684年，為台灣清治時期的台灣最高軍事單位，其內主官則是台灣鎮總兵。台灣鎮總兵受台灣道（建省前）及福建台灣巡撫（建省後）节制，统辖镇标中营兼辖台灣北路協、台灣水師協、澎湖水師協（1733年設）等三协、台灣城守營與台灣南路營等营，掌管兵力約於10000名至15000名之間。而分配方式，如乾隆年間奏章所奏：「臺灣澎湖水陸兵丁一萬二千一百七十六名。除水師兵四千一百六十三名外，南北兩路共兵八千零十三名。」
台灣鎮於1895年台灣邁入日治時期後取消，而最後一任總兵則為萬國本。

## 日治時期
1895年，大清帝國因甲午戰爭失利割讓台灣，經過短暫乙未戰爭後，台灣民主國的軍事力量潰散，日治時期開始。於此後的五十年間，台灣的軍事力量則為經過數度更名的台灣軍為主。
台灣軍，日本台灣軍司令官轄下常駐台灣的部隊之統稱，成立於1919年，是由1907年成立的台灣守備隊擴充而成，而更早之前則為1896年編成的台灣守備混成旅團，而這階段的軍事統領，皆由台灣總督兼任。
台灣軍主官為台灣軍司令官，而組織下轄台灣守備隊（台北）、台灣步兵第一聯隊（台北）、台灣步兵第二聯隊（台南）、台灣步兵第三聯隊（台中）、台灣山砲兵大隊（台北）、基隆重砲兵大隊（基隆）、馬公重砲兵大隊（馬公）、飛行第八聯隊（屏東）、太平洋戰爭爆發後，於昭和19年 (1944年) 擴充改組為「第十方面軍」，統轄沖繩、台灣、澎湖的防衛作戰任務。
後期擴編為第十方面軍的台灣軍軍事持久防衛戰略，係將重兵部署於西海岸，南部以高雄為重心，北部置重兵於台北，另於彰化、新竹設兩個重兵游擊師團，可以增援南北作戰區，這也是以軍事力量，第一個完整防衛台灣本島的作戰構想。而依照戰後投降盟軍的資料來看，台灣軍之兵力約在17萬左右。 

## 民国时期
1945年，台灣於第二次世界大戰結束後改由中華民國國民政府統治。在中華民國所屬中央政府遷台之前，並未於台灣設置大量軍隊，而是以警備力量為主，這種軍事配置情況，直至1949年年底，中華民國國軍因於第二次國共內戰節節失利，殘餘的數十萬軍隊陸續轉移至台灣，同年12月28日中華民國政府於台灣島內全面開始實施徵兵，才有所改變。
1951年韓戰爆發後，美軍開始駐台，成立了美軍顧問團，1954年中華民國與美國簽訂《中美共同防禦條約》後，成立了美軍協防台灣司令部，直到1979年斷交後才撤離。全盛時期，1953年至1955年之間，臺灣約有軍人68萬至70萬，不包括另外駐臺美軍7,000人。
1950年－1980年代，台灣男子役期為2至3年，中華民國國軍總兵力約為60萬。。解嚴之後，隨著政治風氣改變、兩岸氣氛漸次平和、台灣軍事戰略放棄反攻大陸等等因素影響，中華民國政府實行一連串軍事精實案。
- 1999年十月一日正式實施義務役為一年十個月
- 2001年推動精實案第一階段
  - 以徵兵年份縮短為主的第一階段精實案結束後，國軍總兵力剩下38萬。

- 2001年─2008年推動精實案第二階段
  - 2004年實施義務役役期縮短1年8個月
  - 2005年實施義務役役期縮短1年6個月
  - 2006年實施義務役役期縮短1年4個月
  - 2007年7月實施義務役役期縮短為1年2個月
  - 2008年實施義務役役期縮短為1年
  - 第二波精實案到：總兵力27萬、軍官5萬5千人、士官11萬、士兵11萬，並擴大招募志願役士兵，後備司令降為中將階級

- - 各軍種編制：目前國軍實施第二階段精實案部隊總兵力27萬陸軍18萬、海軍4萬、空軍3.5萬、憲兵1.5萬；預備軍人大約350萬人。士官兵採行徵兵制、募兵制併行，士官長、軍官（除少部分考選義務役軍官外）則採募兵制。19─36歲國民需服兵役1年，每年約徵兵174,173人（2008年）。平時由陸軍、海軍、空軍、憲兵組成，戰時可納入海岸巡防署、警政署等司法警力和後備軍人輔助戰力。

- 2009年─2010年推動精實案第三階段
  - 2010年第三階段以幫助募兵要裁軍到27萬兵力國家財力才能負擔.軍官4萬人.士官8萬人.士兵8萬人
  - 計畫裁撤7萬5千人的軍人，調整後總兵力27萬
  - 裁撤單位：聯合後勤司令部、後備司令部、憲兵司令部
  - 憲兵大裁：現有1萬3000人的編制，將大裁剩下到不到5000人，併入陸軍成為軍法警察，但不再有司法警察身分。不過，仍是保留衛戍中華民國總統、中華民國副總統的憲兵第202指揮部，並更名為衛戍指揮部，歸陸軍第六軍團節制。但中華民國憲兵遭降編之舉遭到後備憲兵、政界及社會大眾強烈反抗[1][2][3][4]，並引發數萬人上街頭抗議[5][6]，時任中華民國總統馬英九在民怨沸騰下裁示暫緩處理，但國防部部長陳肇敏卻表示不理會民間與軍中反對，而是依計畫執行。[7]，不過多數中華民國立法委員均表示，屆時將不會讓此案通過[8]。一直到高華柱接任國防部長後才有改善。
  - 2011年起：精粹案計畫把國軍總兵力從27萬5千人調降到21萬5千人，計畫性裁併後備司令部、聯勤司令部、憲兵司令部,未來實施全募兵制度。

「末代義務役」的一年義務役~梯次為陸軍2225梯、空軍892梯、海軍892梯、海陸811梯等，經過一年，共412名官兵在2018年12月26日前全數退伍。
- - 2022年12月27日：在2024年起民國94年次出生役男，役期延長一年

### 二七部隊
二二八事件發生當時，由謝雪紅、鍾逸人、蔡鐵城等多人所共同組織領導的反抗國民政府的二七部隊。二七部隊是二二八事件當時，規模最大、維持最久的反抗勢力組織，同時也是當時全台灣民眾口耳相傳關注的焦點。「二七部隊」的名稱取自二二八事件的導火線——「緝菸血案」，因事發於2月27日當天而得。